# Handskholmsklippan
Handskholmsklippan, finska: Hanskisenkallio, är en ö i Finland. Den ligger i Finska viken och i kommunen Sibbo i den ekonomiska regionen  Helsingfors i landskapet Nyland, i den södra delen av landet. Ön ligger omkring 17 kilometer öster om Helsingfors.
Öns area är 3,8 hektar och dess största längd är 410 meter i sydväst-nordöstlig riktning. Närmaste större samhälle är Helsingfors, 17,5 km väster om Handskholmsklippan.